# Louis Crayton
Louis Crayton (Monrovia, 26 ottobre 1977) è un ex calciatore liberiano, di ruolo portiere.

## Carriera

### Club
Ha cominciato a giocare in patria, al Saint Joseph Warriors. Nel 1997 si è trasferito in Svizzera, al Lucerna. Nel 1998 è stato acquistato dal Grasshoppers. Nell'estate 2000 ha firmato un contratto con lo Sciaffusa. Nel gennaio 2001 è passato al Wangen bei Olten. Nell'estate 2001 si è trasferito allo YF Juventus. Nel 2002 ha firmato un contratto con lo Zugo. Nel 2003 è passato al Concordia Basilea. Nel 2005 è stato acquistato dal Basilea. Nel 2008 si è trasferito negli Stati Uniti, al D.C. United. Ha concluso la propria carriera nel 2010, dopo aver giocato per una stagione nel Minnesota Stars.

### Nazionale
Ha debuttato in Nazionale il 20 giugno 1999, in Liberia-Tunisia (7-0). Ha partecipato, con la Nazionale, alla Coppa d'Africa 2002. Ha collezionato in totale, con la maglia della Nazionale, 26 presenze e 34 reti subite.

## Palmarès

### Club

#### Competizioni nazionali
- Campionato svizzero di calcio: 1

Basilea: 2007-2008
- Coppa Svizzera: 1

Basilea: 2007-2008
- US Open Cup: 1

D.C. United: 2009